# Amelie Morgan
Amelie Morgan (Slough, 31 maggio 2003) è una ginnasta britannica, vincitrice della medaglia di bronzo con la squadra alle Olimpiadi di Tokyo 2020.

## Carriera junior
Nel 2018 ha vinto la medaglia d'argento dietro a Giorgia Villa nel concorso individuale ai III Giochi olimpici giovanili, oltre a un altro argento al corpo libero e ad un bronzo alla trave. Nello stesso anno ha vinto 2 argenti e 3 bronzi ai Campionati europei (juniores).

## Carriera senior

### 2021
Viene scelta per partecipare alle Olimpiadi di Tokyo insieme a Jennifer Gadirova, Jessica Gadirova e Alice Kinsella.
Il 27 luglio vince la medaglia di bronzo con la squadra britannica, evento che non accadeva dal 1928.